# Gods of Vermin
 (mars 2023).
Si vous disposez d'ouvrages ou d'articles de référence ou si vous connaissez des sites web de qualité traitant du thème abordé ici, merci de compléter l'article en donnant les références utiles à sa vérifiabilité et en les liant à la section « Notes et références ».
Albums de Sons of Seasons
Magnisphyricon
(2011)
Gods of Vermin est le premier album du groupe de metal symphonique allemand Sons of Seasons, sorti en 2009. 

## Liste des titres
| No  | Titre                                 | Durée |
| --- | ------------------------------------- | ----- |
| 1.  | The Place Where I Hide (Instrumental) | 1:10  |
| 2.  | Gods of Vermin                        | 6:00  |
| 3.  | A Blind Man's Resolution              | 4:38  |
| 4.  | Fallen Family                         | 5:11  |
| 5.  | The Piper                             | 4:55  |
| 6.  | Wheel of Guilt                        | 7:59  |
| 7.  | Belial's Tower                        | 6:21  |
| 8.  | Fall of Byzanz                        | 6:33  |
| 9.  | Wintersmith                           | 5:24  |
| 10. | Dead Man's Shadows                    | 3:48  |
| 11. | Sanatorim Song                        | 5:43  |
| 12. | Third Moon Rising                     | 7:11  |
| 13. | Melanchorium (bonus édition limitée)  | 7:06  |